# Марк Філліпс (письменник)
Марк Філліпс — псевдонім двох авторів наукової фантастики Лоуренса Марка Дженіфера і Рендалла Гаррета, під якими вони написали декілька коротких романів, які склали серію «Псі-сили» (англ. Psi-Power). Роман «Головоломка» (англ. «Brain Twister») з цієї серії номінувався на премію Г'юго за найкращий роман в 1960 році під своєю оригінальною назвою «Та солоденька маленька старенька леді» (англ. «That Sweet Little Old Lady»).

Обкладинка роману «Головоломка» («Brain Twister») (Pyramid Books, 1962).

## Історія співпраці
Рендалл Гаррет — американський письменник-фантаст, писав багато творів в різноманітні журнали, частину творів писав в співавторстві з Робертом Сілвербергом. В 1967 році його роман «Забагато чарівників» номінувався на премію Г'юго.
Лоренс Дженіфер — американський письменник, на початку кар'єри писав в багатьох жанрах, але з 1959 здебільшого писав фантастику. Найбільш відомий за серією творів «Вижити» (англ. «Survivor»).
Першим спільним романом став виданий в червні 1959 року роман «Язичницька пристрасть» (англ. «Pagan Passions»), під справжнім авторством Гаррета і псевдонімом Дженіфера (Ларрі М. Гарріс). В вересні-жовтні того ж року в журналі «Analog Science Fiction and Fact» під спільним псевдонімом Марк Філліпс вийшов твір «Та солоденька маленька старенька леді» (англ. «That Sweet Little Old Lady»). Наступні твори «Вилетіти як світло» (англ. «Out Like a Light», квітень-червень 1960), і «Випадок для катастрофи» (англ. «Occasion for Disaster», листопад 1960 — лютий 1961) теж виходили в журналі «Аналог». Всі твори мали достатню для романа довжину і були перевидані в книжковому форматі видавництвом «Pyramid Books» в 1962—1963 роках під новими іменами (відповідно «Головоломка» (англ. «Brain Twister»), «Неможливість» (англ. «The Impossibles») і «Надрозум» (англ. «Supermind»)).